# 아브라함 마테오
아브라함 마테오 차모로(스페인어: Abraham Mateo Chamorro, 1998년 8월 25일 ~ )는 스페인의 가수, 송라이터이다.